# Литовский народный союз крестьян
Литовский народный союз крестьян (Литовский крестьянский народный союз, лит. Lietuvos valstiečių liaudininkų sąjunga), или Ляудининки — литовская левоцентристская партия, действовавшая в период 1922—1936 годов. Её члены входили в Верховный комитет освобождения Литвы. Была восстановлена в 2005.

## История и программа
Партия образовалась в декабре 1922 года из слияния Литовской народно-социалистической демократической партии (Литовской партии социалистов-народников демократов) и Союза крестьян Литвы. Большинство членов было крестьянами, однако активное участие в её деятельности принимали и представители интеллигенции. Основными идеологами партии были Казис Гринюс, Альбинас Римка, Винцас Квеска, Юстинас Стаугайтис, трёхкратный премьер-министр Миколас Слежявичюс (председатель ЦК с 1922 по июнь 1926 и с декабря 1926 по 1936). Среди других партийных лидеров были Фелиция Борткявичене, Йонас Вилейшис, видные учёные Ионас Крищюнас и Владас Лашас. 
Программы партии (1923, 1926, 1933) опирались на установки Литовской партии социалистов-народников демократов и Союза крестьян Литвы, но с отказом от соицалистических идей. Программа выражала приверженность принципам парламентского строя, демократической республики, прав и свобод, одновременно сохраняя требование Союза крестьян Литвы оставить помещикам не более 50 га земли, а также требование перехода всей земли помещиков, поступивших на службу в армии чужих государств, в ведение литовского государства и передачи такой земли на льготных условиях в собственность крестьян. 
В Сейме II созыва (1923—1926) у Литовского народного союза крестьян было 16 представителей из 78. Влияние партии возросло, когда в июне 1924 года она вышла из коалиции с Христианско-демократическим блоком. В 1926 году во время выборов в Сейм III созыва Литовский народный союз крестьян собрал наибольшее количество голосов и провёл в парламент 22 депутатов (из 85).